# Vasyl' Velyčkovs'kyj
Vasyl' Volodymirovič Velyčkovs'kyj al secolo Vsevolod, (in ucraino Василь (Всеволод) Володимирович Величковський?) (Stanislav, 1º giugno 1903 – Winnipeg, 30 giugno 1973) è stato un vescovo cattolico ucraino, locum tenens dell'arcivescovo maggiore della Chiesa greco-cattolica ucraina, monaco della Congregazione del Santissimo Redentore, vittima della persecuzione dei cristiani in URSS.

## Biografia
Vasyl' Velyčkovs'kyj nacque a Stanislav il 1º giugno 1903 in una famiglia di origine cosacca in cui le vocazioni al sacerdozio avevano una lunga tradizione. I suoi genitori, Wolodymyr e Anna, educarono i loro figli nella fede cristiana, quindi era quasi logico che il ragazzo mostrasse un desiderio a lungo termine di diventare sacerdote. Suo padre era attivo nella parrocchia della cattedrale presso la quale battezzò il figlio. La sua famiglia si trasferì presto nel villaggio di Šuparka, vicino a Borščiv.

### Formazione e ministero sacerdotale
Frequentò le elementari nella sua città natale e proseguì gli studi all'Istituto San Giosafat, diretto dai monaci basiliani, di Horodenka dove si distinse come patriota. All'età di quindici anni, dopo la prima guerra mondiale, entrò a far parte dell'Esercito galiziano per l'indipendenza dell'Ucraina. Fu congedato nel 1920 e iniziò gli studi per il sacerdozio al seminario di Leopoli. Nel 1924 entrò nel noviziato della Congregazione del Santissimo Redentore e il 29 agosto 1925 emise la professione solenne e assunse il nome monastico di Vasyl'.
Nel 1923 fu ordinato diacono da monsignor Andrej Szeptycki. Il 9 ottobre 1925 fu ordinato presbitero nella cappella di Zboisk dal vescovo ausiliare di Leopoli degli Ucraini Josyf Botsian. Il suo primo incarico fu di insegnante nel seminario minore. Dal 1928 lavorò come insegnante e missionario in Volinia, che era stata annessa alla Polonia nel 1921. Assistette spiritualmente i fedeli che, sotto la pressione del governo, erano costretti a fuggire dall'Unione Sovietica. Riuscì a costruire alcune cappelle e chiese con il sostegno finanziario dell'arcieparchia di Leopoli degli Ucraini. Avendo un'indole lieta, riuscì in breve tempo ad instaurare rapporti amichevoli con i fedeli e i sacerdoti ortodossi. I successi come missionario vennero però interpretati come un ostacolo alla polonizzazione degli ucraini in Volinia. Per questo motivo nel 1935, su richiesta delle autorità polacche, venne trasferito e nominato superiore del convento di Stanislav.
Nel 1936 fu uno dei principali relatori al convegno sull'Unità indetto dalla Chiesa greco-cattolica ucraina a Leopoli. Intervenendo al convegno parlò della sua esperienza di lavoro con gli ortodossi sulla possibilità dell'unione delle Chiese e sottolineò la necessità di attenersi scrupolosamente alla tradizione orientale nella celebrazione liturgica e nella predicazione.
Visse in prima persona gli eventi della seconda guerra mondiale iniziata nel 1939: l'invasione delle truppe tedesche e il ritiro dei sovietici, poi il ritiro dei tedeschi e la presa del potere dei sovietici nell'Ucraina occidentale.
Nel 1939, dopo la riunione della Galizia alla Repubblica Socialista Sovietica Ucraina, fu arrestato per la prima volta dall'NKVD. Nel 1945 venne arrestato per la seconda volta con l'accusa di attività antisovietiche e trasferito a Kiev. In cambio del passaggio alla Chiesa ortodossa russa gli fu offerta la libertà. Rifiutò categoricamente. Dopo due anni di interrogatori e torture nella prigione del KGB a Kiev venne condannato a morte. Rimase nel braccio della morte per tre mesi. Mentre era in cella con altri detenuti che attendevano di essere giustiziati, li catechizzò e li preparò attraverso i sacramenti alla loro prossima morte. Quando fu chiamato il suo nome, lasciò la cella pronto a morire ma in quel momento la sua condanna a morte fu commutata in dieci anni di lavori forzati. Dal 1945 al 1947 scontrò la pena in un gulag vicino a Kirov e fu poi trasferito nelle miniere di carbone del gulag di Vorkuta, sopra il circolo polare artico. Accusato di incitamento a uno sciopero tra i prigionieri nell'autunno del 1953, fu trasferito in una prigione molto severa a Vladimir, vicino a Mosca. Dopo aver dimostrato per la sua innocenza venne rimandato a Vorkuta. Ogni giorno cercava di celebrare la divina liturgia e come strumenti sacri usava delle pentole di latta.
Fu detenuto all'ospedale del campo pochi mesi prima di essere rilasciato, il 9 luglio 1955. Ritornò a Leopoli dove partecipò all'organizzazione della vita della Chiesa greco-cattolica clandestina. Il suo appartamento divenne il centro delle attività della Chiesa: celebrava divine liturgie, amministrava i sacramenti, teneva lezioni di catechesi, preparava i seminaristi e consigliava i fedeli. Iniziò a organizzare un gruppo di religiose e insegnò loro un nuovo modo di vivere la loro vita monastica e religiosa. Molte vocazioni furono promosse dalla guida e dalla cura di padre Vasyl'.

### Ministero episcopale
Nel 1959 papa Giovanni XXIII lo nominò vescovo ausiliare di Leopoli degli Ucraini. Tuttavia in quel periodo su tutto il territorio dell'Unione Sovietica non vi era alcun vescovo greco-cattolico in libertà che potesse consacrarlo. Ciò fu possibile soltanto il 4 febbraio 1963, quando il metropolita Josyp Slipyj, liberato dalla prigione, soggiornò per tre giorni a Mosca prima di essere espulso dal paese. La consacrazione avvenne segretamente nell'albergo "Moskva". Ritornò a Leopoli e divenne capo della Chiesa del silenzio in Ucraina. Ordinò segretamente 40 nuovi sacerdoti. Il 2 gennaio 1969 fu arrestato e condannato a tre anni di prigione nella città di Kommunarsk. Lì subì torture fisiche e mentali. I sovietici tentarono di estrarre da lui informazioni sulla Chiesa sotterranea, ma senza successo. Scontata la pena, nel 1972 fu espulso dall'Unione Sovietica.
Il 27 gennaio 1972 fu inviato in Jugoslavia per recuperare la salute. Visse a Zagabria e poi trascorse qualche tempo a Roma, dove venne ricevuto da papa Paolo VI. Su invito del metropolita Maxim Hermaniuk si trasferì in Canada, dove morì il 30 giugno 1973 all'età di 70 anni. L'analisi del suo cadavere dimostrò poi che gli era stata somministrata un particolare veleno con effetto a lungo termine, prima della sua partenza per il Canada, in modo che la morte sembrasse naturale. Le esequie si tennero il 5 luglio nella cattedrale dei Santi Vladimiro e Olga a Winnipeg. Fu sepolto nel cimitero locale di Tutti i Santi a Winnipeg.
Il 16 settembre 2002 i suoi resti furono riesumati. Ai sensi dei protocolli vaticani, fu esaminato da un gruppo di medici ed ecclesiastici. Si scoprì che il suo corpo era completamente intatto con tutta la sua massa muscolare dopo trent'anni di sepoltura a terra.. Fu rivestito con nuovi paramenti e collocato in un sarcofago in acciaio inossidabile. Il 24 dello stesso mese le sue spoglie furono tumulate in una cappella della chiesa greco-cattolica di San Giuseppe a Winnipeg.
Le reliquie del beato Vasyl' Velyčkovs'kyj sono onorate dai pellegrini del Canada occidentale e degli Stati Uniti, non solo di origine ucraina, ma anche di altre nazionalità e confessioni religiose.
Il 31 marzo 2017 la procura dell'oblast' di Leopoli lo ha riabilitato ai sensi dell'art. 1 della legge "Sulla riabilitazione delle vittime della repressione politica in Ucraina" del 17 aprile 1991.

## Beatificazione
Venne beatificato il 27 giugno 2001 durante una cerimonia tenutasi all'ippodromo di Leopoli e presieduta da papa Giovanni Paolo II.

## Genealogia episcopale
La genealogia episcopale è:
- Patriarca Geremia II Tranos
- Arcivescovo Michal Rahoza
- Arcivescovo Hipacy Pociej
- Arcivescovo Iosif Rucki
- Arcivescovo Antin Selava
- Arcivescovo Havryil Kolenda
- Arcivescovo Kyprian Žochovs'kyj
- Arcivescovo Lev Zaleski
- Arcivescovo Jurij Vynnyc'kyj
- Arcivescovo Luka Lev Kiszka
- Vescovo György Bizánczy
- Vescovo Inocențiu Micu-Klein, O.S.B.M.
- Vescovo Mihály Emánuel Olsavszky, O.S.B.M.
- Vescovo Vasilije Božičković, O.S.B.M.
- Vescovo Grigore Maior, O.S.B.M.
- Vescovo Ioan Bob
- Vescovo Samuel Vulcan
- Vescovo Ioan Lemeni
- Arcivescovo Spyrydon Lytvynovyč
- Arcivescovo Josyf Sembratowicz
- Cardinale Sylwester Sembratowicz
- Arcivescovo Julian Kuiłovskyi
- Arcivescovo Andrej Szeptycki, O.S.B.M.
- Arcivescovo Josyp Slipyj
- Vescovo Vasyl' Velyčkovs'kyj